# Acidosasa edulis
L'Acidosasa edulis és una espècie de bambú, del gènere Acidosasa de la família de les poàcies, ordre de les poals, subclasse de les commelínides, classe de les liliòpsides, divisió dels magnoliofitins. Havia estat catalogada com a sinobambusa edulis (T.H.Wen 1984).

## Descripció
Creix entre 8 i 12 metres, i el seu tronc pot fer sis centímetres de diàmetre.
És nativa de les províncies de Fujian i Jiangxi a la costa sud de la Xina. Els seus brots són comestibles, i els troncs s'utilitzen per a l'elaboració de paper i per a cistelleria.